# Xeniostoma
Xeniostoma is een geslacht van weekdieren uit de klasse van de Gastropoda (slakken).

## Soort
- Xeniostoma inexpectans McLean, 2012